# J.L.ウィルキンソン

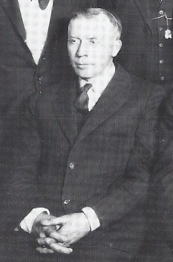
J.L.ウィルキンソン（1922年）

J. L. ウィルキンソン（James Leslie "J.L." Wilkinson, 1878年5月14日 - 1964年8月21日）は、アメリカ合衆国のニグロリーグの元球団オーナー。アイオワ州アルゴナ生まれ。1920年～1940年代のニグロリーグで最強を誇った「カンザスシティ・モナークス」の主要な球団経営者だった。

## 来歴・人物
ウィルキンソンは最初故郷のアイオワ州で投手として野球の試合に出ていたが、後に腕の怪我が元で野球選手を諦め、企業家の道を歩むことになる。1909年に女子野球の巡業チームを編成したのを初めとして、1912年にはアフリカ系アメリカ人のみならず、ラテンアメリカやアジア出身の選手なども加えた「オール・ネイションズ」を結成する。しかし少しして、チームは第一次世界大戦に所属選手が何人も徴兵されたことが原因で立ち行かなくなってしまった。戦争の後、オール・ネイションズに所属していた選手らを集め、カンザスシティで「モナークス」を結成しニグロリーグに参加する。ウィルキンソンは、1920年当時ニグロリーグを組織したルーブ・フォスターの信頼を得られたただ一人の白人オーナーとなった。モナークスはその後1920年代にニグロ・ナショナル・リーグを4度制覇する強豪チームとなる。
1930年代に入ると、世界恐慌の影響でニグロリーグの球団財政が厳しくなっていった。そこでウィルキンソンは所有していたモナークスをアメリカ中西部に巡業に出し、チームは巡業先各地で大きな人気を得た。また夜に試合ができるようにと、出資して持ち運びのできる照明装置を購入し、それをバスに積んでチームは各地を巡業していたそうである。伝えられる話では、巡業先でホテルの部屋数が不足した時などは、自分の部屋をできるだけ選手に使わせ、自分はコーチらとともに寝棚に寝たりしていたそうである。1930年代後半に再びニグロリーグが整備されると、モナークスはニグロ・アメリカン・リーグに加盟、1937年から1946年までの間に、チームは7度ものリーグ制覇を成し遂げた。当時のモナークスに所属していた選手の中には、その後アメリカ野球殿堂入りした名選手が何人も含まれている。
1945年にはジャッキー・ロビンソンと最初のプロ野球選手契約を交わしている。後にロビンソンはブルックリンに入団し、メジャーリーグの「カラーライン」は破られることになる。1948年にウィルキンソンはモナークスを売却しニグロリーグ経営から身を引いた。1964年にカンザスシティで86歳の生涯を閉じる。2006年にニグロリーグ特別委員会によりアメリカ野球殿堂入り。